# Mirabdulla Abbasov
Mirabdulla Miryavər Abbasov (Baku, 27 aprile 1995) è un calciatore azero, attaccante dell'Abdyš-Ata Kant.

## Statistiche

### Cronologia presenze e reti in nazionale
| Cronologia completa delle presenze e delle reti in nazionale ― Azerbaigian | Cronologia completa delle presenze e delle reti in nazionale ― Azerbaigian | Cronologia completa delle presenze e delle reti in nazionale ― Azerbaigian | Cronologia completa delle presenze e delle reti in nazionale ― Azerbaigian | Cronologia completa delle presenze e delle reti in nazionale ― Azerbaigian | Cronologia completa delle presenze e delle reti in nazionale ― Azerbaigian | Cronologia completa delle presenze e delle reti in nazionale ― Azerbaigian | Cronologia completa delle presenze e delle reti in nazionale ― Azerbaigian |
| Data                                                                       | Città                                                                      | In casa                                                                    | Risultato                                                                  | Ospiti                                                                     | Competizione                                                               | Reti                                                                       | Note                                                                       |
| -------------------------------------------------------------------------- | -------------------------------------------------------------------------- | -------------------------------------------------------------------------- | -------------------------------------------------------------------------- | -------------------------------------------------------------------------- | -------------------------------------------------------------------------- | -------------------------------------------------------------------------- | -------------------------------------------------------------------------- |
| 17-11-2018                                                                 | Baku                                                                       | Azerbaigian                                                                | 2 – 0                                                                      | Fær Øer                                                                    | UEFA Nations League 2018-2019 - 1º turno                                   | -                                                                          | 78’                                                                        |
| 20-11-2018                                                                 | Pristina                                                                   | Kosovo                                                                     | 4 – 0                                                                      | Azerbaigian                                                                | UEFA Nations League 2018-2019 - 1º turno                                   | -                                                                          | 63’                                                                        |
| 25-3-2019                                                                  | Baku                                                                       | Azerbaigian                                                                | 0 – 0                                                                      | Lituania                                                                   | Amichevole                                                                 | -                                                                          | 88’                                                                        |
| 10-10-2020                                                                 | Podgorica                                                                  | Montenegro                                                                 | 2 – 0                                                                      | Azerbaigian                                                                | UEFA Nations League 2020-2021 - 1º turno                                   | -                                                                          | 79’                                                                        |
| Totale                                                                     |                                                                            | Presenze                                                                   | 4                                                                          |                                                                            | Reti                                                                       | 0                                                                          |                                                                            |

## Palmarès

### Club

#### Competizioni nazionali
- Campionato azero: 1

Neftçi Baku: 2020-2021